# Lídia Baís
Lídia Baís (Campo Grande, Mato Grosso do Sul, 22 de abril de 1900 — Campo Grande, MS, 1985) foi uma pintora e desenhista brasileira. Conhecida pelas suas obras, enigmáticas, uma mulher bem à frente do seu tempo’. Em 2005 foi uma das personalidades homenageadas do Festival América do Sul.

## Biografia
Lídia morou no casarão da Avenida Afonso Pena, hoje Morada dos Baís, entre os anos de 1918 e 1938. Seus primeiros quadros foram pintados por volta do ano de 1915. 
Nos anos 20, convenceu o pai a deixá-la viajar para estudar pintura no Rio de Janeiro com os professores Osvaldo Teixeira e Henrique Bernardelli. Iniciou seus estudos em pintura com Henrique Bernardelli em 1926. 
Passa o ano seguinte em viagem pela Europa, permanecendo mais tempo em Berlim e Paris, onde recebeu influências do expressionismo e do surrealismo e onde teve contato com Ismael Nery.
De volta ao Brasil, em 1928, retoma seus estudos sob orientação de Henrique Bernardelli. 
Em 1938, Lídia Baís enfim cedeu aos desejos do pai e aceitou se casar com o advogado paulista Arthur Vasconcelos. Mas alterou seu ano de nascimento para 1910, fazendo todos acreditarem que na época do casamento, estava com apenas 28 anos e não com 38 anos. Quinze dias após a cerimônia, o casamento foi desfeito.
Em 1950, funda o Museu Baís em Campo Grande, que não chega a ser aberto ao público, e ingressa na Ordem Terceira de São Francisco de Assis, adotando o nome de Irmã Trindade. A partir daí, passa a dedicar-se exclusivamente aos estudos religiosos e filosóficos. Por volta de 1960 pública um livro com o pseudônimo de Maria Tereza Trindade, o livro História de T. Lídia Baís.
Lídia faleceu em outubro de 1985, em razão de um tombo, que a deixou enfraquecida.